# Dasymys capensis
Dasymys capensis is een knaagdier uit het geslacht Dasymys dat voorkomt in het zuiden van Zuid-Afrikaanse provincie West-Kaap. Deze soort werd vroeger als een ondersoort van D. incomtus gezien en lijkt daar ook sterk op, maar verschilt daarvan door het bezit van bredere ossa nasalia, een bredere jukboog en een breder neurocranium. Deze verschillen worden als groot genoeg beschouwd voor de erkenning van een aparte soort. In andere classificaties wordt deze soort echter niet erkend.